# Neuschönefeld

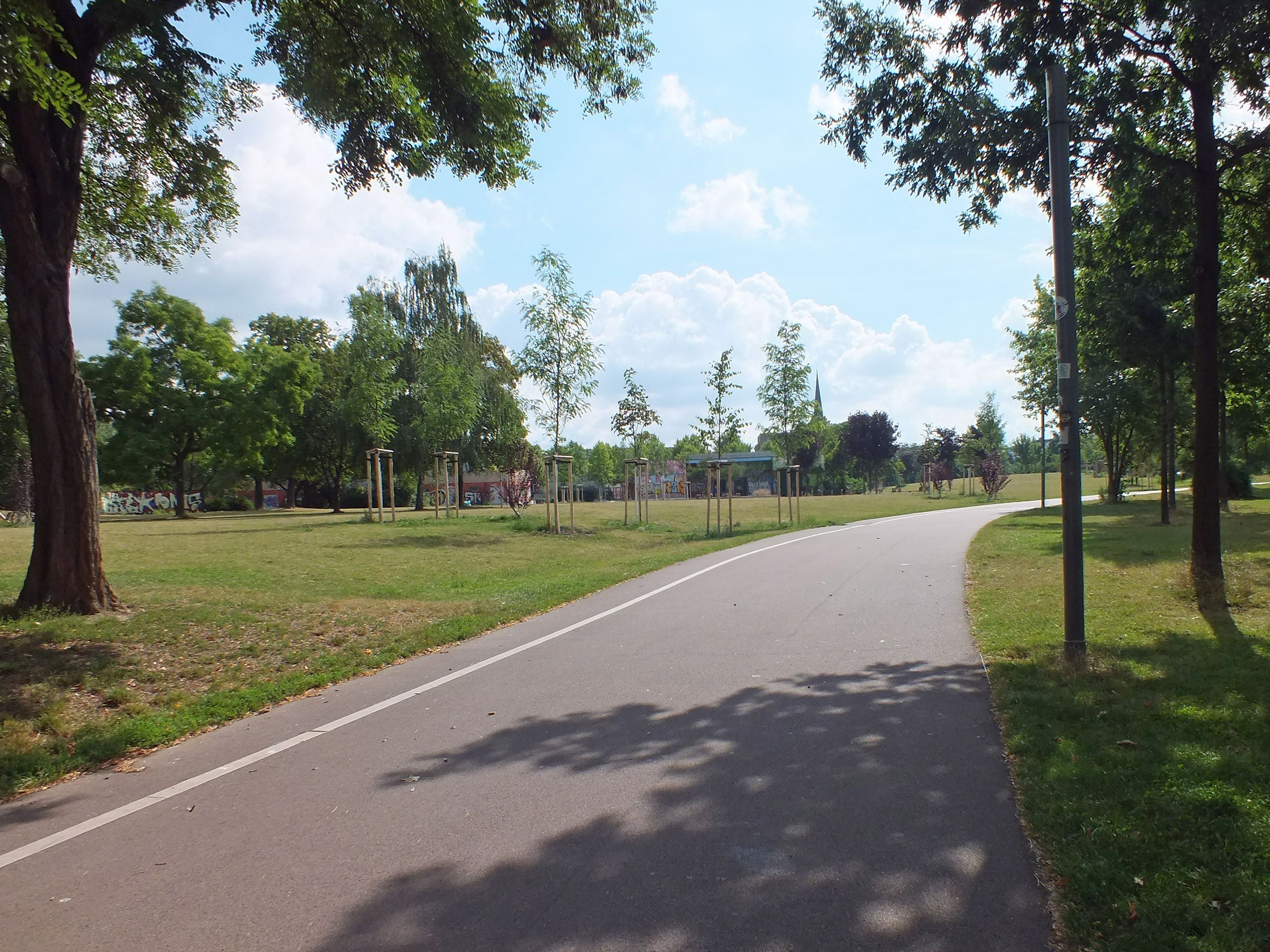
Im Stadtteilpark Rabet in Neuschönefeld (2016)

Neuschönefeld ist ein Stadtteil im Stadtbezirk Ost von Leipzig. Er gehört zum Ortsteil Neustadt-Neuschönefeld.

## Lage
Der Stadtteil befindet sich auf der 12,1 Hektar großen Gemarkung Neuschönefeld, die eine annähernd dreieckige Form hat, im Norden von der Eisenbahnstraße, im Osten von der Hermann-Liebmann-Straße und im Südwesten im Wesentlichen vom Lauf der (unterirdisch kanalisierten) Östlichen Rietzschke begrenzt wird. Er liegt zwischen den Stadtteilen Neustadt im Norden, Volkmarsdorf im Osten, Reudnitz im Süden und Zentrum-Ost im Westen. Wesentliche Teile von Neuschönefeld nimmt der 9,6 Hektar große Stadtteilpark Rabet ein.

## Geschichte

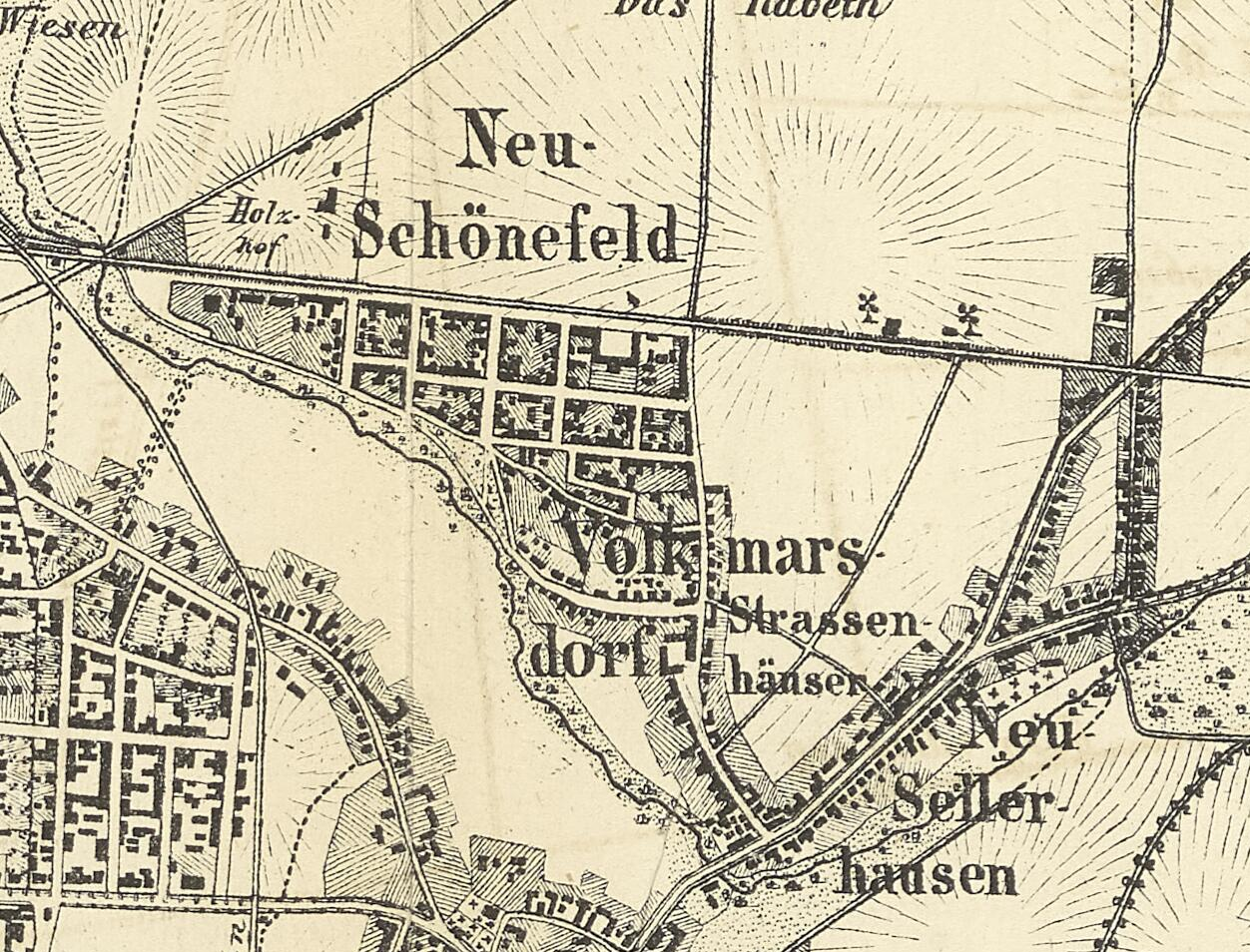
Neuschönefeld auf einer Karte von 1863

Durch die beginnende Zunahme der Bevölkerung Leipzigs zur Mitte des 19. Jahrhunderts war neues Bauland vonnöten. Mit dem Bau der Bahnstrecke Leipzig–Dresden, die zunächst längs der heutigen Eisenbahnstraße verlief, waren südliche Flurteile des Rittergutes Schönefeld nur noch schwierig zu erreichen. Deshalb parzellierten die Gutsbesitzer Marianne und Franz Botho von Eberstein vorausschauend bereits 1831 ein zwölf Hektar großes Gebiet südlich der künftigen Trasse, die spätere Flur Neuschönefeld, und gaben es für Bauspekulationen frei.
Der Baubetrieb begann 1838. Bereits 1843 waren im Schönefelder Anbau, wie das Gebiet zunächst hieß, oder auch Colonie Eberstein (nach den Besitzern des Gutes Schönefeld) 15 Häuser errichtet. Es waren für Arbeiter vorgesehene Mietshäuser in Blockrandbebauung mit je fünf bis sechs kleinen Wohnungen ohne Komfort. Der spätere Gemeindevorstand Moritz Weißbach schrieb rückblickend: „Die Bewohner gehörten anfänglich meist der unteren arbeitenden Classe an, die Tags über in Leipzig beschäftigt waren und für welche die Wohlfeilheit dieser Miethwohnungen (18–20 Thaler) bei der Nähe der Stadt ein großer Vorteil war.“ Die knapp bemessenen Grundstücksgrößen ließen kaum Gewerbe in den Hinterhöfen zu. Es gab nur wenige Betriebe: zwischen 1859 und 1892 entstanden eine Maschinenfabrik, eine Parfümerie- und Seifenfabrik, Pianofortefabrik und eine Fabrik für Werkzeugmaschinenbau.
Die sächsische Landesregierung gab 1845 dem Antrag statt, den Namen Neuschönefeld zu führen und einen Gemeinderat zu wählen. 1846 wurde das erste Schulgebäude errichtet, das in späteren Jahren mehrfach erweitert wurde, 1855 ein Armenhaus. Neuschönefeld besaß nie eine Kirche und war bis zum Bau der Neustädter Kirche nach Schönefeld gepfarrt.
Eine Straßenbeleuchtung mit gebrauchten Lampen aus Leipzig erhielt Neuschönefeld 1862. 1872 war das Abwasserschleusensystem vollendet, die Bebauung nahezu abgeschlossen, und Neuschönefeld zählte 5557 Einwohner. 1882 erhielt Neuschönefeld eine Pferdebahnverbindung über die Eisenbahnstraße, die an Stelle der nach Norden 1879 verlegten Eisenbahntrasse entstanden war. 1896 wurde die Pferdebahntrasse elektrifiziert. 
Im Januar 1890 wurde Neuschönefeld zusammen mit seinen Nachbargemeinden Neustadt und Volkmarsdorf nach Leipzig eingemeindet.

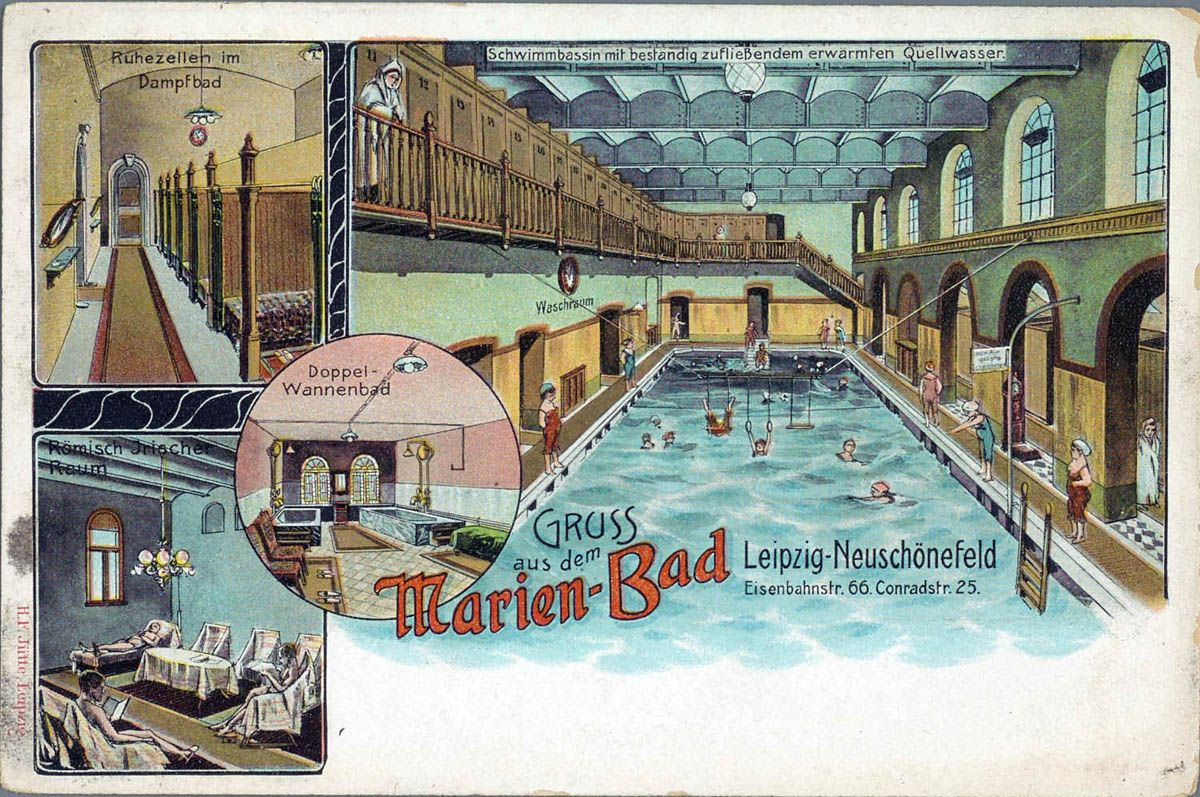
Im Marienbad (um 1910)

Das 1887 eröffnete Marienbad in der Konradstraße wurde 1913 in Ostbad umbenannt und 1930 von der Stadt Leipzig übernommen. Bis in die 1990er-Jahre diente es nicht nur dem Freizeitvergnügen, sondern mit Duschen und Wannenbädern auch der Körperhygiene der Anwohner, da viele Wohnungen in Neuschönefeld nicht über Bad oder Dusche verfügten. Es wurde im Jahr 2000 abgerissen.

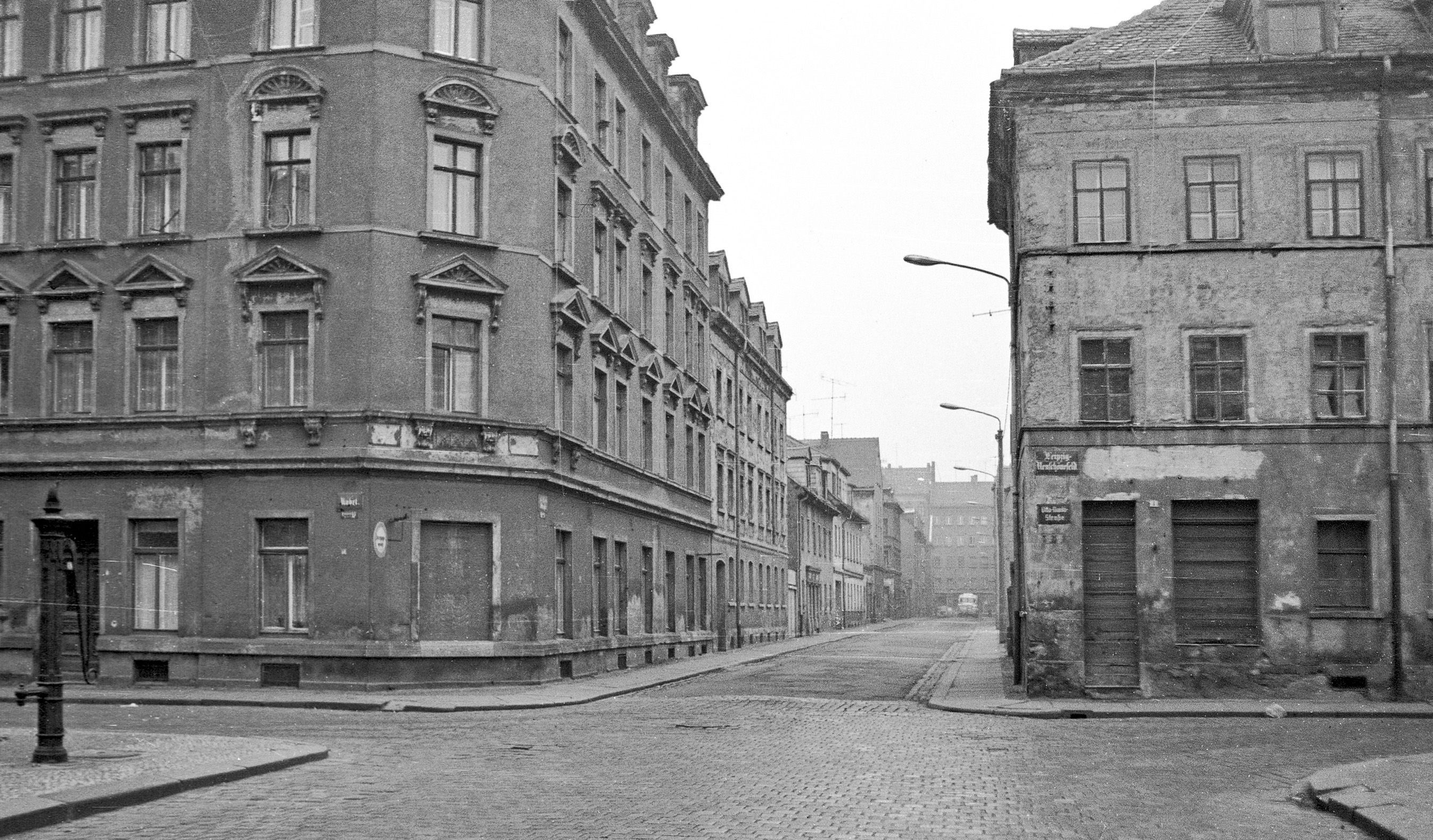
Melchiorstraße vor dem Flächenabriss (1975)

Im Zweiten Weltkrieg wurde in Neuschönefeld relativ wenig zerstört. Aber nach 1945 setzte eine bauliche Vernachlässigung der gründerzeitlichen Wohnquartiere im Leipziger Osten ein. Die Stadt Leipzig versuchte um 1975 mit der sogenannten Beispielsplanung Ostvorstadt durch Sanierungs- und Neubaumaßnahmen das Gebiet wieder aufzuwerten und dem Wegzug der Bevölkerung entgegenzuwirken. Es blieb jedoch bei Einzelmaßnahmen. Stattdessen kam es in Neuschönefeld zu einem großflächigen Abriss von Wohnhäusern und zur Anlage des Freizeitparks Rabet, der zunächst das Zentrum des Stadtteils (zwischen Konradstraße im Norden und Marthastraße im Süden) einnahm. 
Für die Erweiterung und Umgestaltung des Parks zu Beginn der 2000er-Jahre wurden weitere Häuser abgerissen. Die Martha-, die Thümmel-, die Melchior-, die Rosen-, die Reinhart- und die Otto-Runki-Straße wurden vollständig aufgehoben, so dass in Neuschönefeld, das früher keine Grünflächen besaß, heute der überwiegende Teil Parklandschaft ist. Von ehemals etwa 240 Wohnhäusern Neuschönefelds stehen heute nur noch 30.